# Extenzivní zemědělství
Extenzivní zemědělství je přístup k zemědělské výrobě, který využívá rozlehlé plochy. Pro tento typ zemědělství nejsou potřeba velké vstupní investice. Můžeme se s ním setkat ve venkovských oblastech, kde nejsou ideální podmínky pro pěstování (neúrodná půda, nedostatek vodních srážek atd.). Nevyhovující podmínky jsou kompenzovány velikostí obdělávaného pozemku. Pěstují se zde převážně plodiny, které mají delší trvanlivost. S extenzivním zemědělstvím se setkáme například v prériích centrální Kanady a USA nebo v argentinských pampách. Opakem je intenzivní zemědělství (výkonné zemědělství).